# Mobile Suit Gundam MS IGLOO
Mobile Suit Gundam MS IGLOO (機動戦士ガンダム MS IGLOO, Kidō senshi Gandamu MS Igurū) est un anime japonais apparu pour la première fois en 2004 et faisant partie de la franchise Gundam. Il est en fait composé de deux parties : une première nommée The Hidden One Year War qui était originellement diffusée au musée Bandai, et les OAV Apocalypse 0079 qui lui font suite en 2006. Puis en 2008, une seconde série d’OAV nommée Mobile Suit Gundam MS IGLOO 2 : Gravity Front, est réalisée dans la continuité. La particularité de ces œuvres est d’être entièrement conçues en image de synthèse 3D (une première pour Gundam). Le contexte du scénario reste classique puisque l’histoire se situe durant la guerre d'indépendance de Zeon (relatée dans la série télévisée Mobile Suit Gundam).
Ces animes n’ont jamais été commercialisés en français à l’heure actuelle.

## Synopsis

### Mobile Suit Gundam MS IGLOO
L’histoire retrace les pérégrinations d’une unité de Zeon dirigée par Oliver May à travers toute la guerre d’Un An (de la bataille de Loum à la fin), en l’an U.C. 0079. Le rôle de cette unité est d’expérimenter au combat des prototypes d’armes ou d’engins de guerre, comme des tanks transformables ou des mobiles suits spéciaux. Chaque épisode se focalise ainsi sur un membre du Jotunheim – le vaisseau de l’unité – lors d’une bataille, proposant ainsi un regard nouveau sur les différentes étapes jalonnant la guerre d'indépendance de Zeon. Hélas, les prototypes sont rarement sûrs et les missions se révèlent souvent désespérées, surtout que la technologie militaire de Zeon accuse le coup face au Gundam de la Fédération.

### Mobile Suit Gundam MS IGLOO 2
Dans cette seconde partie, le scénario suit cette fois à un escadron anti-mobile suit au sol de la Fédération, chargé de lutter contre les puissants Zaku de Zeon. Mais engager un robot géant et puissamment armé se révèle suicidaire pour des unités conventionnelles au sol, et ces soldats de la Fédération sont ainsi sacrifiés par leur supérieur. Le déroulement scénaristique est finalement le même que MS IGLOO – retracer la guerre d’Un An à travers divers protagonistes et points de vue.

## Contexte de production et diffusion
Les trois premiers épisodes de MS IGLOO (The Hidden One Year War) ont été à l’origine produits pour le musée Bandai à l’occasion des 25 ans de la franchise Gundam, en 2004, avec des personnalités parfois connues comme le réalisateur Takashi Imanishi. Mais à la suite de la fermeture du musée, la suite sort directement sous forme d’OAV en 2006. L’œuvre bénéficie en particulier d’une réalisation entièrement en trois dimensions et images de synthèse, donnant un style plus occidental à l’animation.
Dans la lignée des précédentes séries, le scénario de MS IGLOO véhicule un message antimilitariste en montrant les horreurs de la guerre, ce du point de vue des deux belligérants ; ainsi donc, drame et morts injustes émaillent l’histoire,.
On peut noter qu’en 2008 et 2009, les trois séries sont rééditées au format Blu-ray au Japon,.

## Fiche technique
Fiche réalisée d’après les informations fournies par Anime News Network,,.
- Origine :  Japon
- Genre : anime
- Titres :
  - MS IGLOO : The Hidden One Year War (MS IGLOO 年戦争秘話, MS IGLOO Ichinen Sensō hiwa, litt. « MS IGLOO, l’inédite guerre d’Un An »)
  - MS IGLOO : Apocalypse 0079 (MS IGLOO 黙示録0079, MS IGLOO Mokushiroku 0079)
  - MS IGLOO : Jūryoku sensen (MS IGLOO 重力戦線, The Gravity Front en anglais)
- Sortie et format :
  - The Hidden One Year War : 3 épisodes de 27 minutes, sortis du 1er juillet 2004 au 3 novembre 2004
  - Apocalypse 0079 : 3 épisodes de 27 minutes, sortis du 26 avril 2006 au 25 août 2006
  - Jūryoku sensen : 3 épisodes de 27 minutes, sortis du 24 octobre 2008 au 24 avril 2009

### Équipe de réalisation
- Œuvre originale : Hajime Yatate et Yoshiyuki Tomino
- Réalisation : Takashi Imanishi
- Scénario : Asahide Ōkuma et Hiroshi Ohnogi
- Musique : Megumi Ōhashi et Taja
- Direction sonore : Sadayoshi Fujino
- Supervision imagerie numérique : Masayoshi Obata
- Studio : Sunrise

### Doublage
- Hideo Ishikawa : Oliver May
- Miki Nagasawa : Monique Cadillac
- Shozo Iizuka : Martin Prochnow
- Hiroshi Matsumoto : Erich Kruger
- Jun Fukuyama : Hideto Washiya
- Tamio Ohki : Albert Schacht
- Masaki Terasoma : Ben Barberry
- Tsutomu Isobe : Herman Yandel

### Liste des épisodes
| No                                 | Titre français | Titre japonais             | Titre japonais                  | Date de 1re diffusion |
| No                                 | Titre français | Kanji                      | Rōmaji                          | Date de 1re diffusion |
| ---------------------------------- | -------------- | -------------------------- | ------------------------------- | --------------------- |
| MS IGLOO : The Hidden One Year War |                |                            |                                 |                       |
| 1                                  |                | 大蛇はルウムに消えた       | Daija wa Loum ni kieta          | 19 juillet 2004       |
| 2                                  |                | 遠吠えは落日に染まった     | Tōboe wa rakujutsu ni somatta   | 19 juillet 2004       |
| 3                                  |                | 軌道上に幻影は疾る         | Kidoujou ni genei wa hashiru    | 3 novembre 2004       |
| MS IGLOO : Apocalypse 0079         |                |                            |                                 |                       |
| 1                                  |                | ジャブロー上空に海原を見た | Jaburo joukū ni unabara wo mita | 26 avril 2006         |
| 2                                  |                | 光芒の峠を越えろ           | Kōbō no tōge wo koe ro          | 23 juin 2006          |
| 3                                  |                | 雷鳴に魂は還る             | Raimei ni tamashī ha kan ru     | 25 août 2006          |
| MS IGLOO 2 : Jūryoku sensen        |                |                            |                                 |                       |
| 1                                  |                | あの死神を撃て！           | Ano shinigami wo ute !          | 24 octobre 2008       |
| 2                                  |                | 陸の王者、前へ！           | Oka no ouja, mae e !            | 23 janvier 2009       |
| 3                                  |                | オデッサ、鉄の嵐！         | Odessa, tetsu no arashi !       | 24 avril 2009         |

## Autres médias
Deux romans ont été tirés de la série : MS IGLOO de Jōji Hayashi en 2005 et MS IGLOO Apocalypse 0079 du même auteur en 2007, tous deux publiés par Kadokawa Shoten,.